# Alex Kilb
Alexander Michael Kilb (* 7. März 1969 in Waiblingen) ist ein deutscher Musikproduzent, Musikverleger, Filmproduzent- und Regisseur, Songwriter und Musikmanager aus Winterbach, Baden-Württemberg.

## Biografie
Alex Kilb ist Gründer der 90er-Techno-Gruppe Intrance feat. D-sign, deren Hit Te quierro sich in die Top-20 der deutschen Singlecharts platzieren konnte. Ebenfalls von Kilb initiiert wurde das DJ-Projekt Mythos 'n DJ Cosmo, welches in den späten 90er und frühen 2000er Jahren insgesamt sechs Singles in den deutschen Singlecharts platzieren konnte. Mit über 750.000 verkauften Tonträgern weltweit stellt Mythos 'n DJ Cosmo Kilbs bisher erfolgreichstes Musikprojekt dar.
Im Jahr 1999 schloss Kilb einen umfangreichen „Rahmenexklusivvertrag“ mit der Hamburger Firma Edel Records in Bezug auf seine unter dem Dach seiner Firma House of Music Entertainment agierenden Labels Unsubmissive und Popmissive. In der Zusammenarbeit konnten unter anderem die Projekte Ayla, Pearls, Mythos ’n DJ Cosmo, Derb und Axel Konrad neben hohen Dance-Charts-Platzierungen in Deutschland auch in die offiziellen Charts geführt werden. Im Jahr 2002 schloss Unsubmissive mit Polydor einen Label-Exklusivvertrag. Während dieser Zusammenarbeit wurden Künstler wie Ayla, Mythos ’n DJ Cosmo feat. Dario G und Mythos ’n Watergate, die kubanische Sängerin Malú und der australische Sänger Joey Perone in die Charts geführt.
Durch den Erfolg kam es dabei auch zu einer Zusammenarbeit mit dem englischen Musikprojekt Dario G, mit dem die gemeinsame Single Heaven Is Closer (Feels Like Heaven) veröffentlicht wurde, die ebenfalls im deutschsprachigen Raum die Singlecharts erreichte.
Weltweit verkauften sich Produktionen von Alex Kilb, bzw. Veröffentlichungen auf dessen Labels über 1 Mio. Mal. Insgesamt kam es zu fünf goldenen Schallplatten-Auszeichnungen.
In den späten 2000er Jahren begann Kilb die Zusammenarbeit mit Künstlern wie Giovanni Zarrella (Ex-Bro’Sis), den er u. a. produzierte und managte. Ebenso arbeitete er mit David Sterry (Real Life), Imagination und weiteren Acts der 80er und 90er. Der Launch der Gruppe Debbie Rockt!, die er im Jahr 2006 zusammenstellte, produzierte, managte und gemeinsam mit Sony BMG an den Markt führte, erregte branchenintern Aufsehen.
2008 gründete er mit seiner Frau Daniela die Firma Vans for Bands, eine Autovermietung für Künstler und Bands, die speziell auf deren Bedürfnisse abgestimmte Kleinbusse zur Vermietung anbietet.
Im Jahr 2015 schloss er einen langfristigen Vertrag mit Universal Music für das aus dem schwäbischen Remstal stammende Elektropop-Projekt „Juno im Park“, welches von ihm produziert, gemanagt und gefördert wird. Nachdem im Jahr 2015 ein Feature für die 90er Jahre Trance-Helden Ayla & Taucher & York erfolgt war, für deren Song „Free Yourself“ Juno im Park den Gesang und die Melodie beisteuerten, veröffentlichte die Band im Jahr 2016 ihre erste Single Never Gonna Give You Up, eine Coverversion des Klassikers von Rick Astley, zusammen mit der englischen Sängerin und YouTube-Star Hannah Trigwell.

## Chartplatzierungen

### Als Künstler und Produzent
| Jahr | Titel Album                            | Höchstplatzierung, Gesamtwochen, AuszeichnungChartplatzierungen (Jahr, Titel, Album, Platzierungen, Wochen, Auszeichnungen, Anmerkungen, Interpretation) | Höchstplatzierung, Gesamtwochen, AuszeichnungChartplatzierungen (Jahr, Titel, Album, Platzierungen, Wochen, Auszeichnungen, Anmerkungen, Interpretation) | Höchstplatzierung, Gesamtwochen, AuszeichnungChartplatzierungen (Jahr, Titel, Album, Platzierungen, Wochen, Auszeichnungen, Anmerkungen, Interpretation) | Anmerkungen                | Interpretation                   |
| Jahr | Titel Album                            | DE | AT | CH | Anmerkungen                | Interpretation                   |
| ---- | -------------------------------------- | --- | --- | --- | -------------------------- | -------------------------------- |
| 1993 | Te quierro –                           | DE16 (20 Wo.)DE | — | — | Erstveröffentlichung: 1993 | Intrance                         |
| 1994 | Visions of Love –                      | — | — | CH41 (2 Wo.)CH | Erstveröffentlichung: 1994 | Intrance                         |
| 1997 | Te quierro ’97 –                       | DE63 (5 Wo.)DE | — | — | Erstveröffentlichung: 1997 | Intrance                         |
| 1999 | The heart of the ocean (Titanic) –     | DE19 (9 Wo.)DE | — | — | Erstveröffentlichung: 1999 | Mythos ’n DJ Cosmo               |
| 1999 | Unchained Melody –                     | DE51 (6 Wo.)DE | — | — | Erstveröffentlichung: 1999 | Mythos ’n DJ Cosmo               |
| 1999 | Send me an angel –                     | DE57 (6 Wo.)DE | — | CH87 (3 Wo.)CH | Erstveröffentlichung: 1999 | Mythos ’n DJ Cosmo               |
| 2000 | Hymn –                                 | DE68 (1 Wo.)DE | — | — | Erstveröffentlichung: 2000 | Mythos ’n DJ Cosmo               |
| 2002 | Heaven is closer (Feels like heaven) – | DE57 (4 Wo.)DE | AT42 (6 Wo.)AT | CH87 (3 Wo.)CH | Erstveröffentlichung: 2002 | Dario G meets Mythos ’n DJ Cosmo |
| 2002 | A neverendíng dream –                  | DE68 (2 Wo.)DE | — | — | Erstveröffentlichung: 2002 | Mythos ’n Watergate              |

### Als Produzent
| Jahr | Titel Album                   | Höchstplatzierung, Gesamtwochen, AuszeichnungChartplatzierungen (Jahr, Titel, Album, Platzierungen, Wochen, Auszeichnungen, Anmerkungen, Interpretation) | Höchstplatzierung, Gesamtwochen, AuszeichnungChartplatzierungen (Jahr, Titel, Album, Platzierungen, Wochen, Auszeichnungen, Anmerkungen, Interpretation) | Höchstplatzierung, Gesamtwochen, AuszeichnungChartplatzierungen (Jahr, Titel, Album, Platzierungen, Wochen, Auszeichnungen, Anmerkungen, Interpretation) | Anmerkungen                | Interpretation |
| Jahr | Titel Album                   | DE | AT | CH | Anmerkungen                | Interpretation |
| ---- | ----------------------------- | --- | --- | --- | -------------------------- | -------------- |
| 2003 | Fotonovela –                  | DE37 (8 Wo.)DE | — | — | Erstveröffentlichung: 2003 | Malú           |
| 2007 | Ich rocke –                   | DE53 (5 Wo.)DE | AT63 (2 Wo.)AT | — | Erstveröffentlichung: 2007 | Debbie Rockt!  |
| 2007 | Nie mehr Schule + Popp Song – | DE51 (6 Wo.)DE | AT46 (5 Wo.)AT | — | Erstveröffentlichung: 2007 | Debbie Rockt!  |
| 2007 | Egal was ist (Album) –        | DE73 (1 Wo.)DE | — | — | Erstveröffentlichung: 2007 | Debbie Rockt!  |

### Als Label
| Jahr | Titel Album             | Höchstplatzierung, Gesamtwochen, AuszeichnungChartplatzierungen (Jahr, Titel, Album, Platzierungen, Wochen, Auszeichnungen, Anmerkungen, Interpretation) | Höchstplatzierung, Gesamtwochen, AuszeichnungChartplatzierungen (Jahr, Titel, Album, Platzierungen, Wochen, Auszeichnungen, Anmerkungen, Interpretation) | Höchstplatzierung, Gesamtwochen, AuszeichnungChartplatzierungen (Jahr, Titel, Album, Platzierungen, Wochen, Auszeichnungen, Anmerkungen, Interpretation) | Anmerkungen                | Interpretation    |
| Jahr | Titel Album             | DE | AT | CH | Anmerkungen                | Interpretation    |
| ---- | ----------------------- | --- | --- | --- | -------------------------- | ----------------- |
| 1998 | Ayla Part II –          | DE56 (8 Wo.)DE | — | — | Erstveröffentlichung: 1998 | Ayla              |
| 1998 | Liebe –                 | DE51 (9 Wo.)DE | — | — | Erstveröffentlichung: 1998 | Ayla              |
| 1999 | Nirwana (Album) –       | — | — | — | Erstveröffentlichung: 1999 | Ayla              |
| 1999 | Ayla –                  | — | — | — | Erstveröffentlichung: 1996 | Ayla              |
| 2000 | When winter calls –     | DE87 (1 Wo.)DE | — | — | Erstveröffentlichung: 2000 | Pearls            |
| 2001 | We hate to rock –       | DE41 (6 Wo.)DE | AT64 (3 Wo.)AT | — | Erstveröffentlichung: 2001 | Essential DJ-Team |
| 2002 | Ong-Diggi-Dong? –       | DE44 (7 Wo.)DE | AT48 (5 Wo.)AT | — | Erstveröffentlichung: 2002 | Essential DJ-Team |
| 2002 | In Africa –             | DE78 (3 Wo.)DE | — | — | Erstveröffentlichung: 2002 | Derb              |
| 2003 | Sun is coming out –     | DE57 (4 Wo.)DE | — | — | Erstveröffentlichung: 2003 | Ayla presents Yel |
| 2003 | Love is a battlefield – | DE86 (1 Wo.)DE | — | — | Erstveröffentlichung: 2003 | Joey Perone       |